# نحام الأنديز
نُّحَام الآنديز هو نوع من الطيور يتبع فصيلة النحاميات، يقتصر مداه الجغرافي على ذلك الجزء من جبال الأنديز التشيلية، كما أنه وجدت في الألتيبلانو من الأرجنتين وشمال غرب بوليفيا على البحيرات المالحة بالقرب من الحدود التشيلية. وهو قريب لنحام جيمس.

## الوصف
له ريش أبيض وردي في الغالب، وهو النوع الوحيد سيقانه وأقدامه صفراء.

## تكاثر
مثل نحام الوردي، يضع نحام الأنديز بيضتين على كومة من الطين. تضرر نحام الأنديز كثيرا بسبب الفيضانات ماأثر على المناطق الرطبة التي جفت حيث تعشش النحامات، أو تعرضها لخطر الأفتراس من طرف ثعلب ماجلان.

## الغذاء

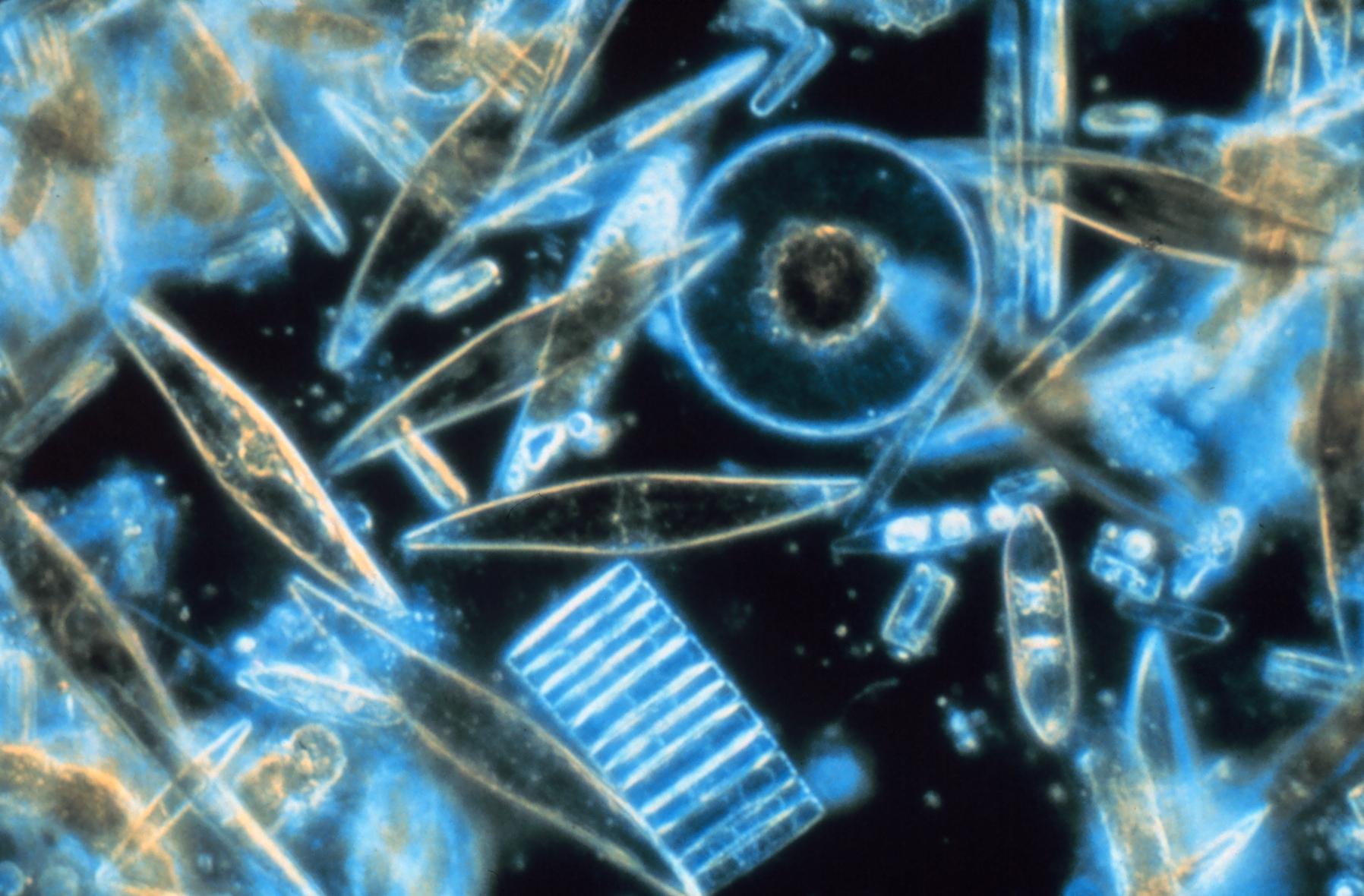
الدياتومات

مثل سائر طيور النحام، يتغذى عن طريق تصفية العناصر الصغيرة في المياه بواسطة منقاره المتخصص، لديه في منقاره فك سفلي عميق وضيق، تسمح له بتناول الأطعمة الصغيرة مثل الدياتومات، على نقيض طيور النحام الأخرى التي لها مناقير أوسع لتناول أكبر فريسة.